# Ginkgo biloba

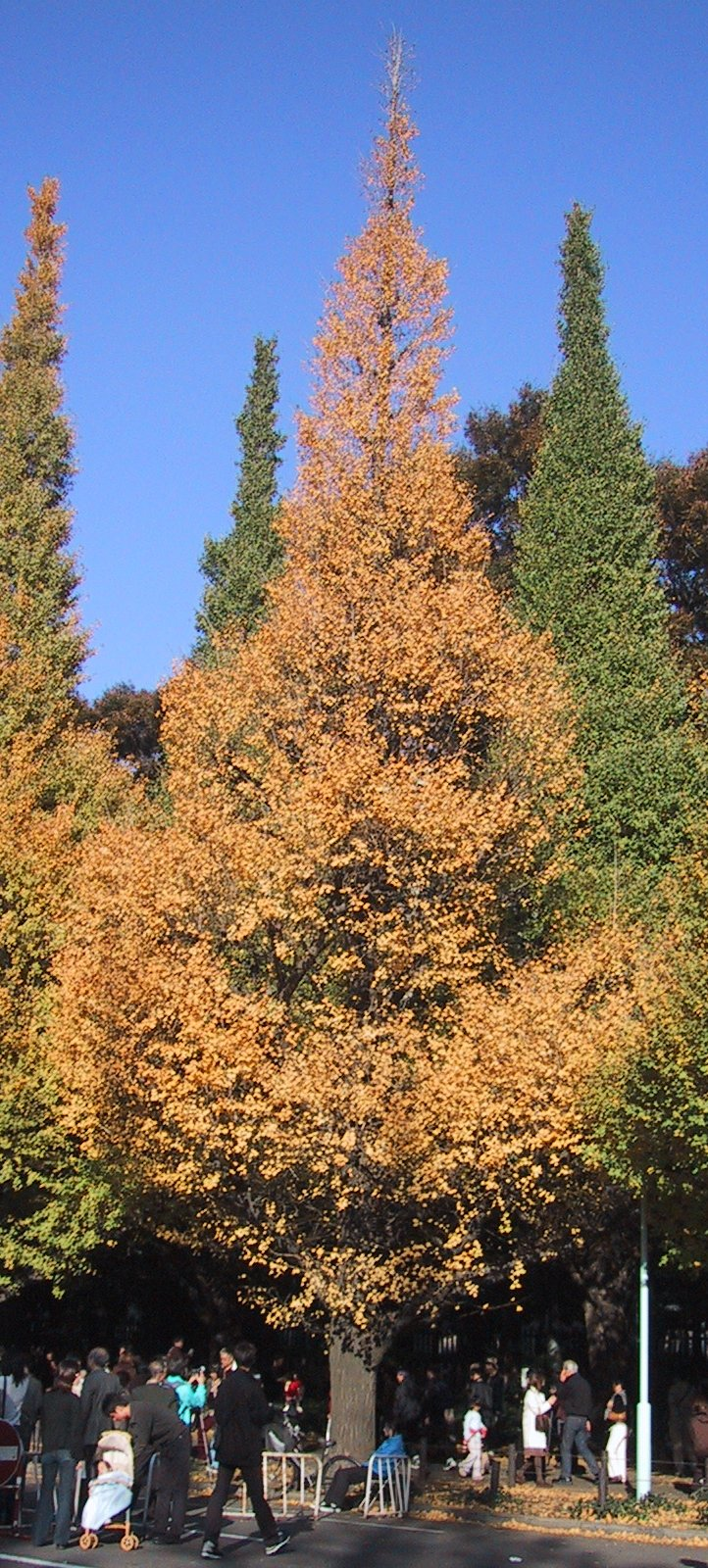
Ginkgo en la calle Jingu Gaien, Tokio

El ginkgo, gingko o árbol de los cuarenta escudos es una especie de árbol del género Ginkgo, la única especie no extinta de la clase Ginkgopsida, siendo un ejemplo de relicto o fósil viviente, debido a su presencia en el registro fósil desde hace 290 millones de años. Su aspecto se asemeja a las plantas con flor o angiospermas, aunque pertenece al grupo de las gimnospermas.

## Etimología
El nombre original de este árbol en chino es albaricoque plateado (銀杏; yín xìng, en caracteres tradicionales, 银杏 en caracteres simplificados). En algunas partes de China se conoce actualmente con el nombre de 白果 (bái guǒ), que significa «fruta blanca».
Esta palabra fue introducida al japonés en el siglo XVII. Nótese que una misma palabra escrita en kanji (sinogramas utilizados en japonés) puede aceptar varias pronunciaciones distintas. Es el caso de 銀杏, pronunciado ginnan o ichō en la actualidad, pero que también podría aceptar ginkyō ya que 杏 tiene kyō como una de sus lecturas.
El científico alemán Engelbert Kaempfer, el primer occidental en ver la especie (en 1690), anotó el nombre de esta en su Amoenitates exoticae (1712) con la extraña escritura Ginkgo en lo que parece un simple error de transcripción. Tomando en consideración su escritura de otras palabras japonesas, una transliteración más precisa habría sido Ginkio o Ginkjo.
El nombre de árbol de los 40 escudos se debe al precio que pagó un aficionado parisino a un horticultor inglés por la compra de cinco ginkgos al precio de 40 escudos cada uno.

### Clasificación y origen
Linneo nombró la especie Ginkgo biloba en su libro de 1767 Mantissa plantarum, una obra tardía, publicada en 1767, en los últimos años de su vida que consagró en editar la duodécima edición de Systema Naturae (1766-1768).
Durante muchos años fue difícil clasificar el ginkgo, hasta que se decidió colocarlo en una división aparte (filo) Ginkgophyta, conformada por un solo orden, Ginkgoales (Engler 1898), y una sola familia clasificada por Engler en 1897, Ginkgoaceae.
La familia Ginkgoaceae está compuesta por dos géneros extintos, Ginkgoites y Baiera (conocidos por sus hojas fosilizadas), y uno vivo, Ginkgo, con una única especie: Ginkgo biloba.
Originario de China, cultivado en los últimos tres mil años.

## Descripción

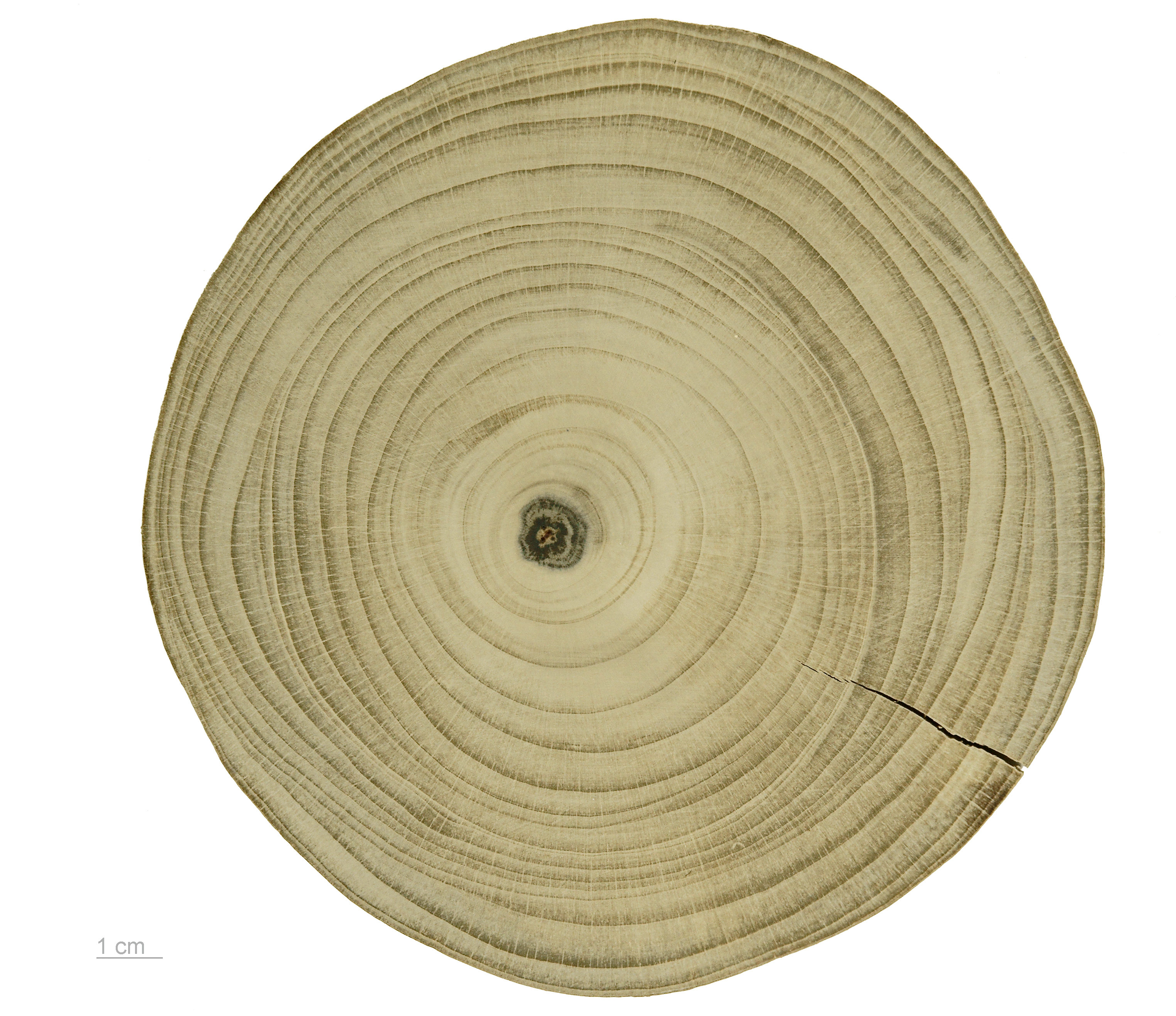
Madera del tronco

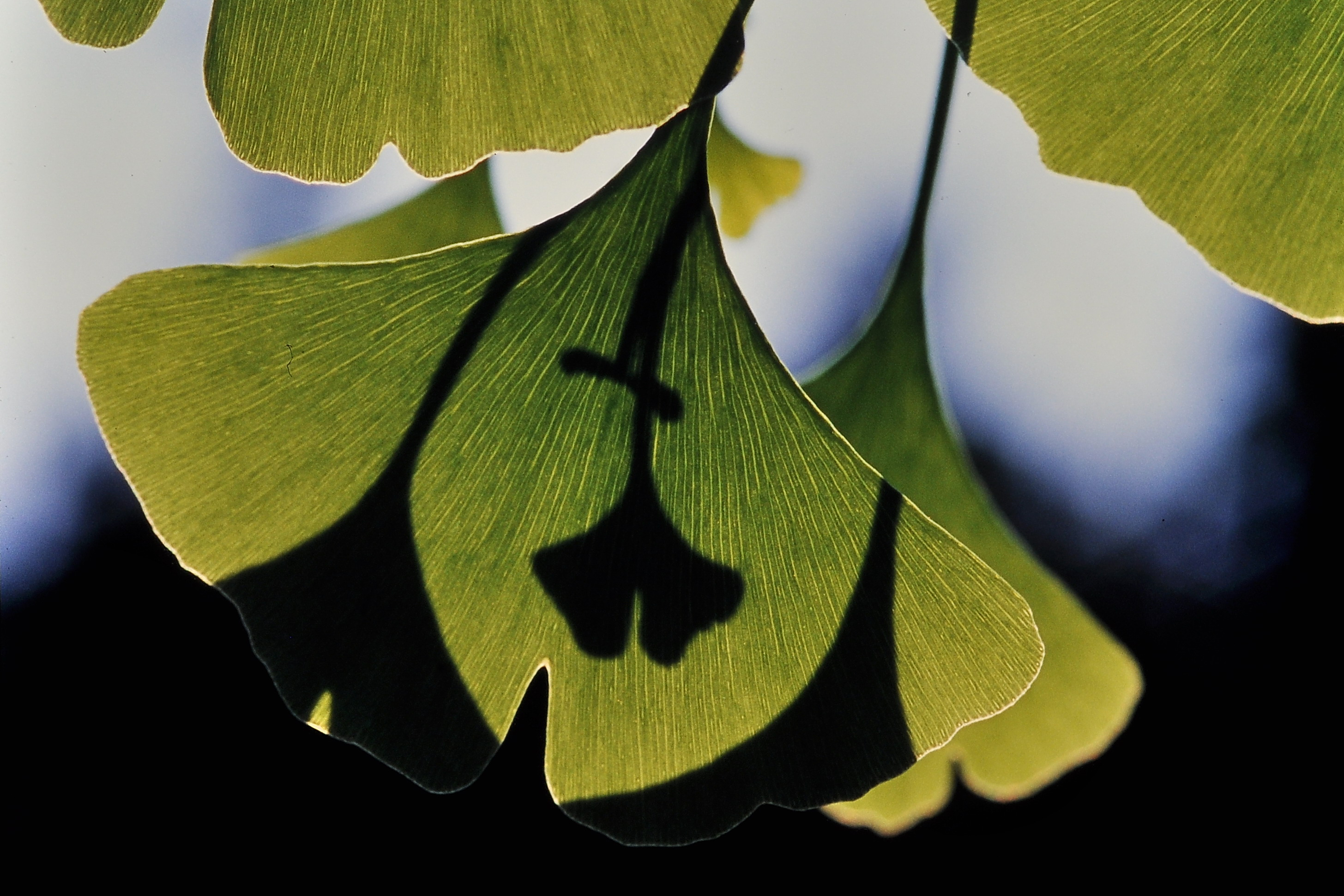
Hojas

Árbol caducifolio dioico de porte mediano, puede alcanzar 35 m de altura, con copa estrecha, algo piramidal y formada por uno o varios troncos. Sus ramas, generalmente rectas y empinadas, son gruesas y rígidas ya en los ejemplares jóvenes, aunque la ramificación en éstos suele ser laxa, e incluso pobre. La corteza es de color pardo grisácea o pardo oscura, con surcos y hendiduras muy marcadas.
Las hojas, de color verde claro y de entre 5-15 cm, estas son planas en forma de abanico con nervadura dicotómica; las nacidas en los brotes largos suelen presentar muescas o lóbulos.
Los sexos están separados, presentando los ejemplares masculinos estróbilos amarillos agrupadas en amentos cilíndricos, muy numerosos y que nacen en los brotes cortos. En los femeninos, las estructuras reproductoras femeninas se denominan rudimentos seminales femeninos y se encuentran en grupos de 2 o 3, produciendo una semilla blanda de color marrón amarillento y textura carnosa que suele confundirse con una drupa, tornándose al madurar verde grisáceas. Estas semillas carnosas son comestibles y, al abrirlas despiden un olor rancio ya que contienen ácido butírico. Tratándose de una gimnosperma, sus semillas no se forman en un ovario cerrado con una pared que las protege. Botánicamente, las estructuras parecidas a drupas que produce la planta femenina no son «frutos», sino que son semillas con un caparazón de dos capas, una carnosa y blanda (sarcotesta) y otra dura interna (sclerotesta). Dentro de esta última está el protalo de color verde claro y que constituye la parte comestible del «fruto». Está rodeado por una fina envoltura más o menos traslúcida de color pardo-anaranjado; el embrión se sitúa en posición apical.
Es una especie muy longeva; se han localizado algunos ejemplares con más de 2500 años. Se necesita que tenga un ambiente húmedo para poder crecer y seguir saludable.

## Sinónimos
- Ginkgo macrophylla K.Koch

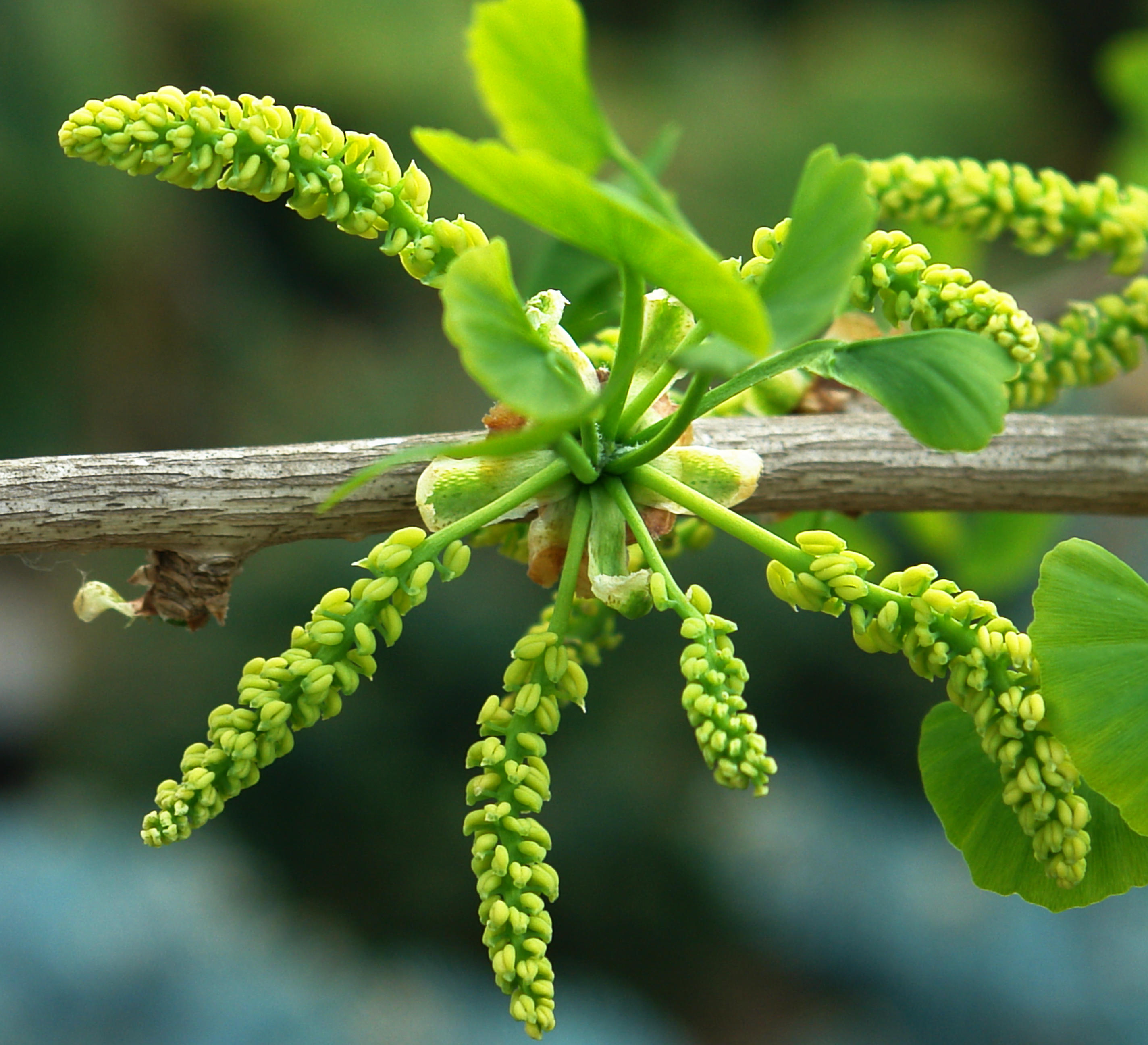
Las estructuras reproductivas masculinas se denominan estróbilos.

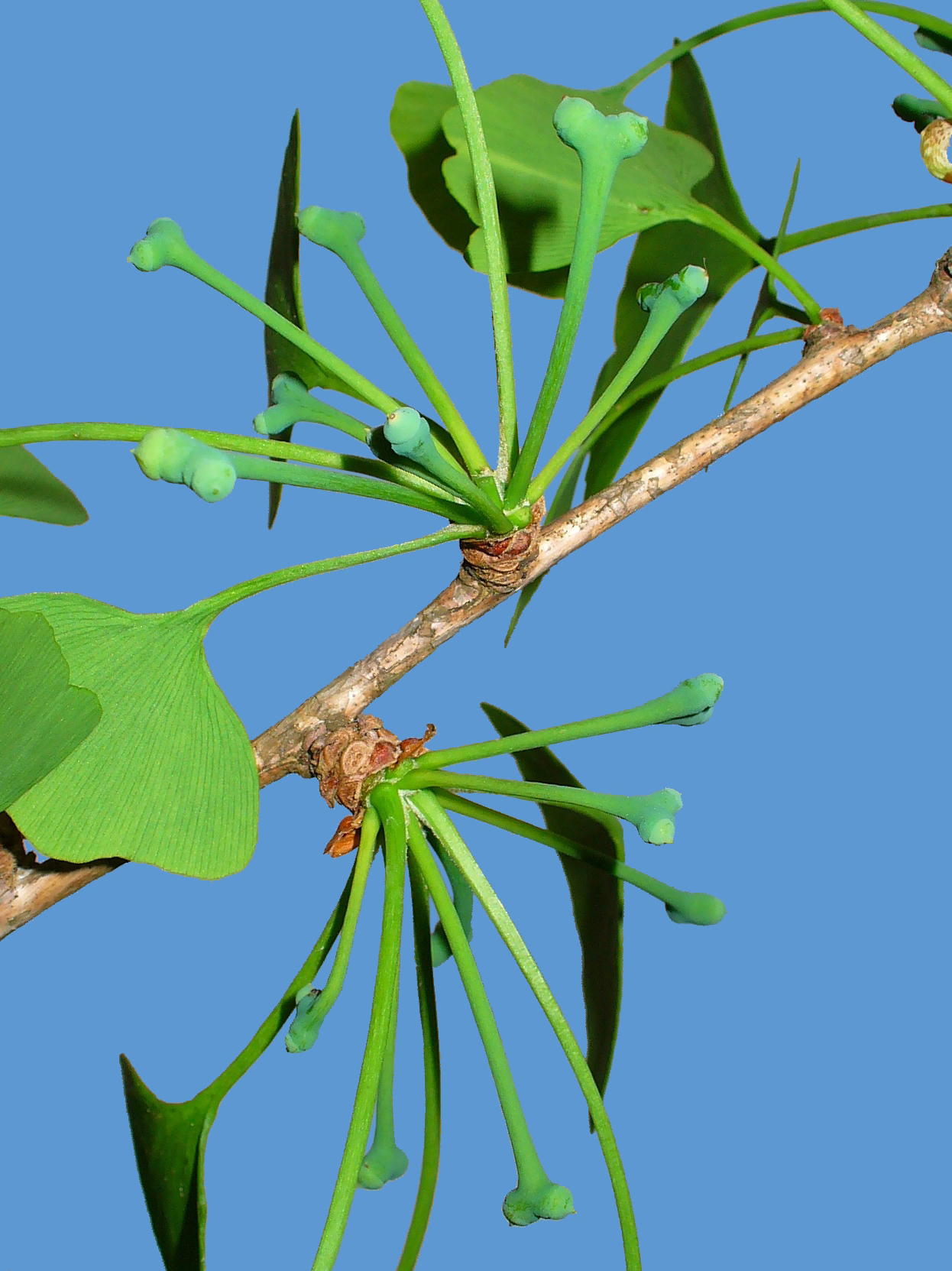
Las estructuras reproductivas femeninas se denominan rudimentos seminales femeninos.

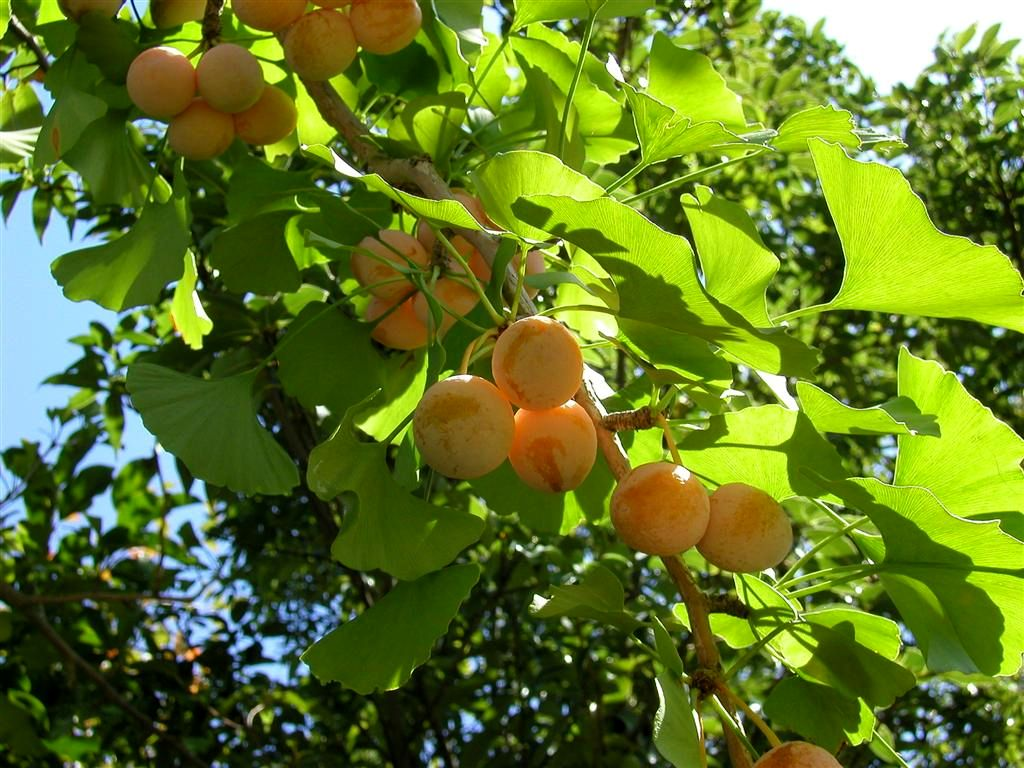
«Frutos» maduros in situ

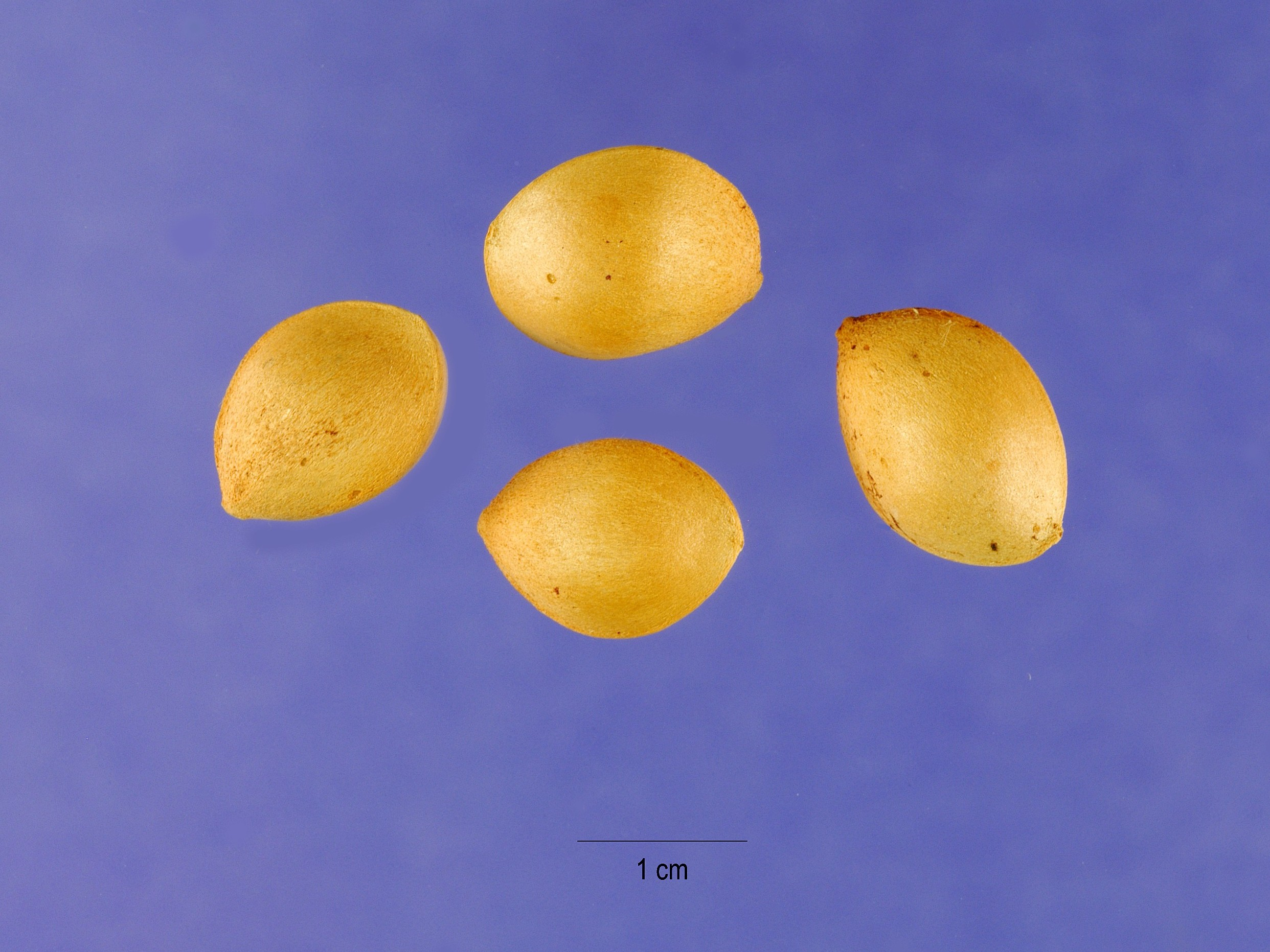
«Semillas» de Ginkgo biloba

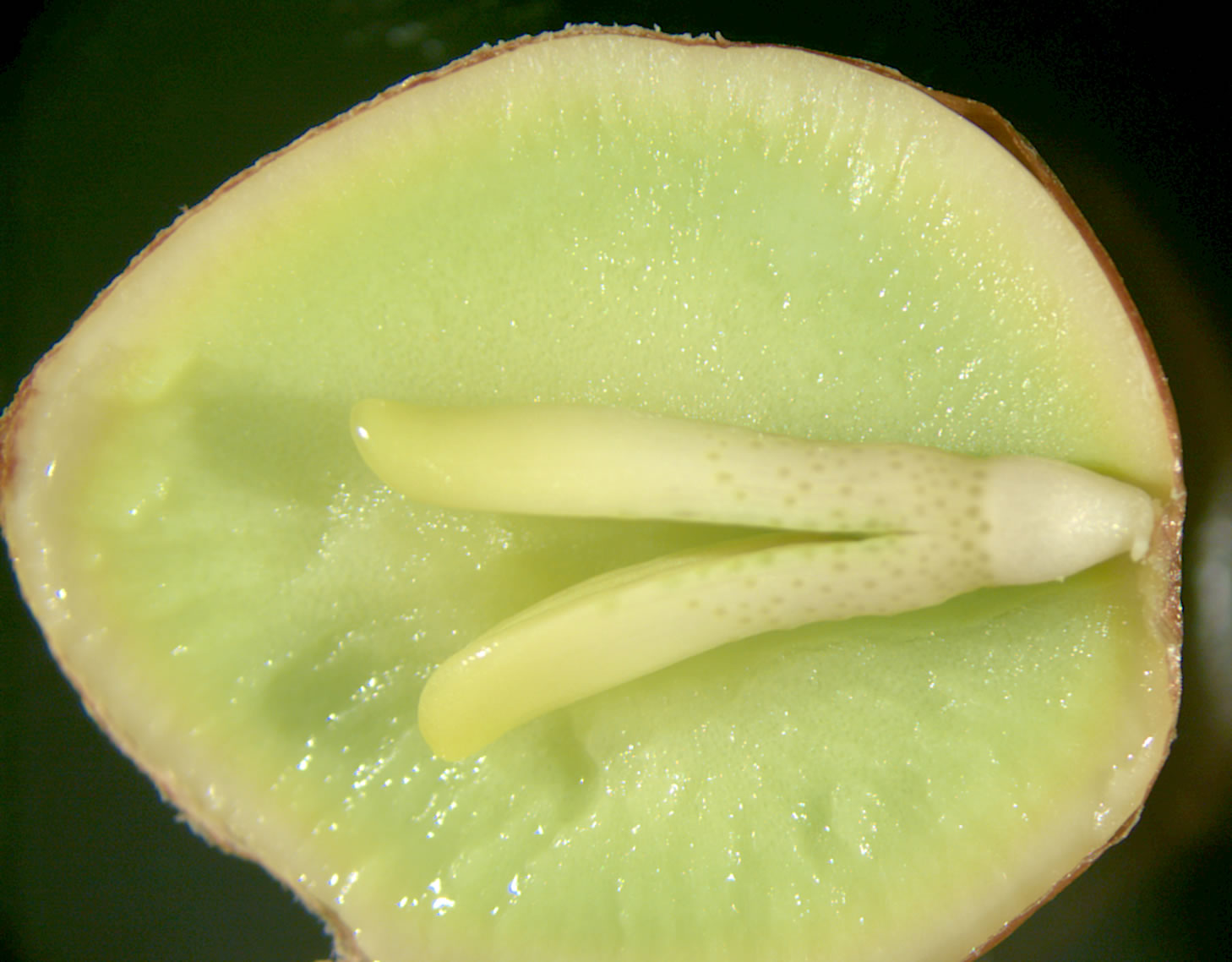
«Semilla» sin sclerotesta y cortada longitudinalmente, evidenciando el endosperma, su envoltura y el embrión de 2 cotiledones

- Pterophyllus salisburiensis J.Nelson nom. illeg.
- Salisburia adiantifolia Sm. nom. illeg.
- Salisburia adiantifolia var. laciniata Carrière
- Salisburia adiantifolia var. pendula Van Geert
- Salisburia adiantifolia var. variegata Carrière
- Salisburia biloba (L.) Hoffmanns.
- Salisburia ginkgo Rich. nom. illeg.
- Salisburia macrophylla Reyn.[9]

## Taxones infraespecíficos y cultivares
Todas las variedades y formas descritas —que son una docena— son meras sinonimias de la especie, pero existen numerosas variedades de cultivo (cultivares), entre las que se cuentan:
- Ginkgo biloba 'otoño dorado'. Enano, apenas sobrepasa los dos metros y medio de altura; de hojas apretadas que se tornan doradas en otoño.
- Ginkgo biloba 'dorado pequinés'. En primavera sus hojas, rígidas y apretadas, son de un amarillo con brillo dorado. No es abundante y sobrepasa los cuatro metros de altura.
- Ginkgo biloba 'fastigiata'. De forma columnar, hojas de color verde azulado, puede llegar a los diez metros de altura, excepto la subvariedad 'fastigiata de Barabit'. Es muy escasa.
- Ginkgo biloba 'Ateadecer californiano'
- Ginkgo biloba 'de David'
- Ginkgo biloba 'enano Chris'
- Ginkgo biloba 'Everton Broom'
- Ginkgo biloba 'Dragón dorado'
- Ginkgo biloba 'Globus'
- Ginkgo biloba 'Globus dorado'
- Ginkgo biloba 'horizontalis'
- Ginkgo biloba 'pilar verde'
- Ginkgo biloba 'de Leyden'
- Ginkgo biloba 'Lakeview'
- Ginkgo biloba 'Rey de Dongting'
- Ginkgo biloba 'Mariken'
- Ginkgo biloba 'Ohazuki'
- Ginkgo biloba 'pendula'
- Ginkgo biloba 'variegata'
- Ginkgo biloba 'Santacruz'
- Ginkgo biloba 'Princeton Sentry'
- Ginkgo biloba 'Saratoga'. De hojas muy angostas.
- Ginkgo biloba 'Tit'. De hojas irregulares.
- Ginkgo biloba 'Tremonia'
- Ginkgo biloba 'Troll'. Verdadero enano de los ginkgos, llega apenas a un metro de altura y las ramas crecen cerca del suelo.
- Ginkgo biloba 'Sombrilla'
- Ginkgo biloba 'Tubifolia'

## Evolución
El ginkgo moderno es un fósil vivo, con fósiles claramente emparentados a él que datan del Pérmico, hace 270 millones de años. Se extendieron y diversificaron por toda Laurasia durante el Jurásico medio y el Cretácico para comenzar a escasear a partir de entonces. Hacia el Paleoceno, el Ginkgo adiantoides era la única especie que quedaba y, al final del Pleistoceno, los fósiles de ginkgo desaparecieron de todos los registros a excepción de una pequeña zona de la China central donde ha sobrevivido la especie moderna. 

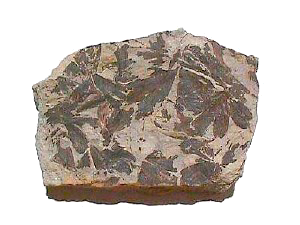
Hojas fósiles de Ginkgo huttoni del Jurásico Medio de la Formación Cloughton (Yorkshire, Reino Unido)

Los fósiles de Ginkgophyta han sido clasificados en las siguientes familias y géneros:

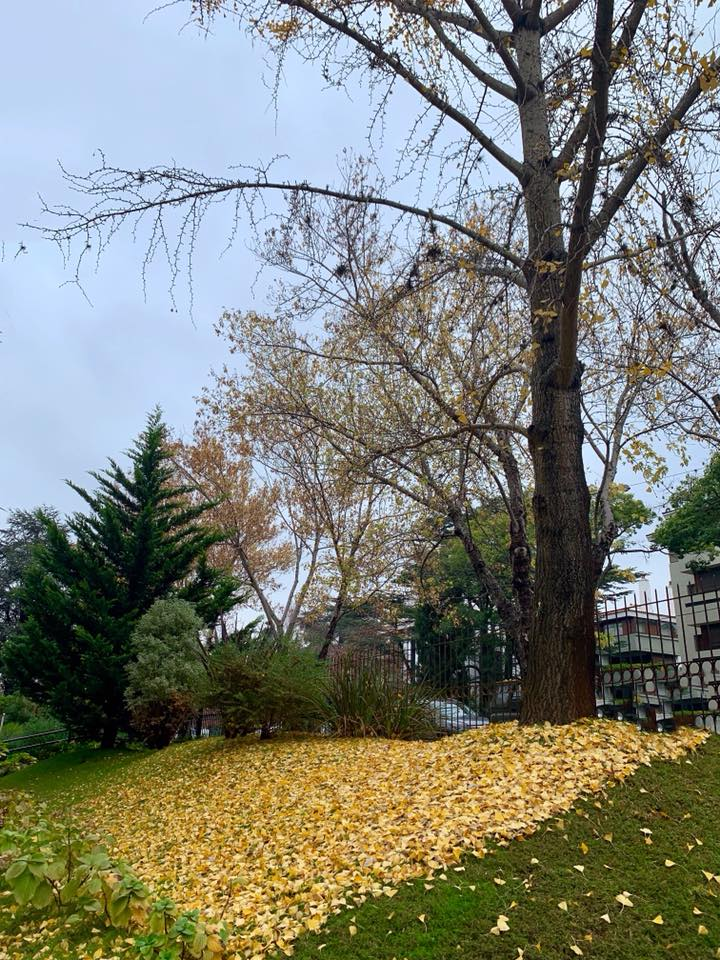
Hojas de Ginkgo

La hoja de ginkgo es el símbolo de la ciudad de Tokio

- Ginkgoaceae
  - Arctobaiera
  - Baiera
  - Eretmophyllum
  - Ginkgo
  - Ginkgoites
  - Hojas de GinkgoSphenobaiera
  - Windwardia
- Trichopityaceae
  - Trichopitys

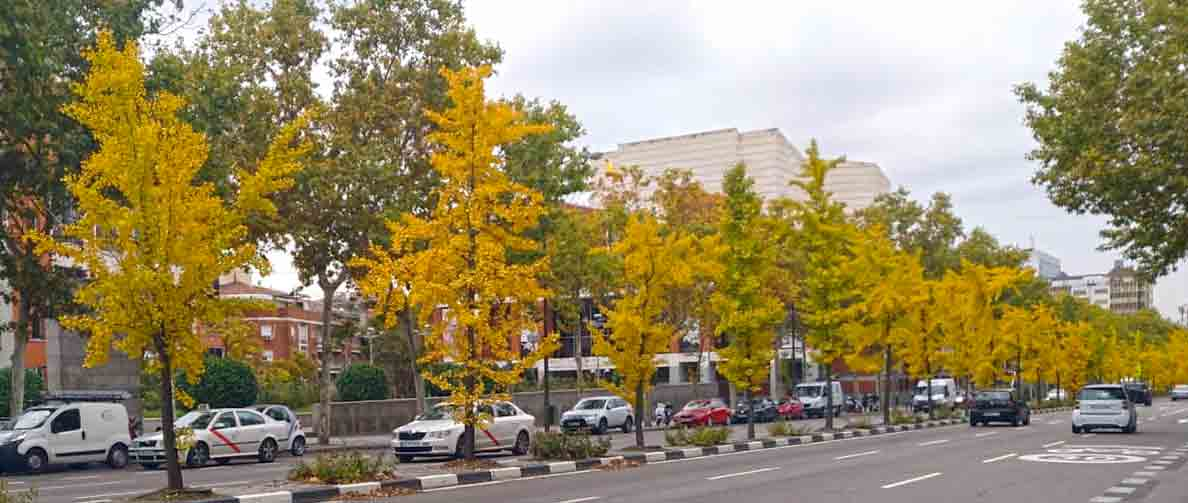
Hilera de Gingko biloba, en la calle Príncipe de Vergara de Madrid, frente al Auditorio Nacional de Música. Foto en otoño; obsérvese la intensa coloración dorada de las hojas.

El ginkgo se utiliza para clasificar las plantas que tienen más de cuatro nervaduras por segmento, en tanto que el Baiera se utiliza para las que tienen menos de dos. El Sphenobaiera se usa generalmente para clasificar plantas con hojas en forma de cuña que carecen de pecíolo aparente y el Trichopitys se distingue por poseer hojas multi-bifurcadas con divisiones terminales cilíndricas (no planas) hebrosas; es uno de los más antiguos fósiles adscritos a la clase Ginkgophyta.

## Usos

### Ornamental
Se ha usado con fines ornamentales desde hace miles de años. Puede desarrollar estructuras reproductivas en diferentes climas del mundo; sin embargo, crece principalmente en China, Corea, sur y el este de Estados Unidos, sur de Francia (y en París también), en algunas ciudades de España como León, Barcelona, Sevilla, Cádiz, Toledo, Santiago de Compostela, Vitoria-Gasteiz, Granada, Zaragoza o Madrid y en ciudades de Uruguay, Argentina, Chile, Paraguay.

### Alimenticios

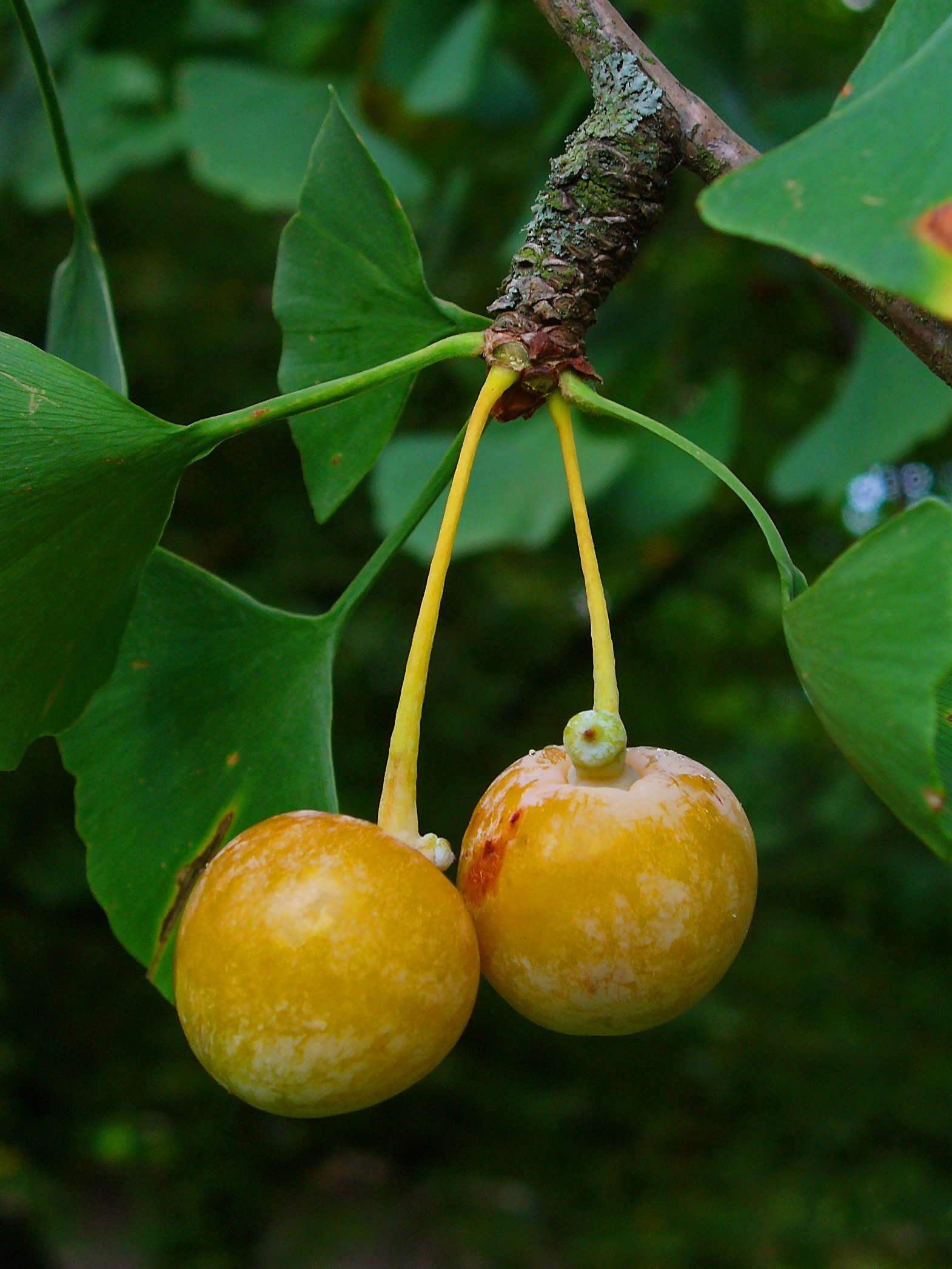
Fruto maduro

Los gametofitos similares a nueces dentro de las semillas son particularmente apreciados en Asia y son un alimento tradicional chino. Las nueces de ginkgo se usan en congee (plato típico asiático) y, a menudo, se sirven en ocasiones especiales como bodas y el Año Nuevo chino (como parte del plato vegetariano llamado delicia de Buda ). Los cocineros japoneses agregan semillas de ginkgo (llamadas ginnan) a platos como el chawanmushi, y las semillas cocidas a menudo se comen junto con otros platos.
Las semillas cuando se cosechan; tradicionalmente son recolectadas y se apilan en el suelo o se sumergen en agua para poder pudrir la cubierta exterior de la semilla, o se procede a quitar directamente la cubierta exterior carnosa de la semilla, y luego se lavan y se secan al sol.
Sin embargo, se recomienda  que su consumo sea con precaución, ya que cuando se come en grandes cantidades o durante un período prolongado sin eliminar  adecuadamente la cubierta carnosa, el gametofito (carne) de la semilla puede causar envenenamiento por ginkgotoxina (4'-O-metilpiridoxina, MPN). E igualmente algunas personas son sensibles a las sustancias químicas de la sarcotesta, la capa carnosa exterior del fruto; la cual le puede provocar dermatitis alérgica de contacto, o ampollas similares a las provocadas por el contacto con la hiedra venenosa.

### Propiedades farmacológicas
Desde hace milenios, se ha utilizado por sus acciones terapéuticas, especialmente por la medicina tradicional china, y las hojas del árbol se usan en la herbolaria moderna.
De las hojas del ginkgo se obtiene un extracto que posee flavonoides (ginkgoloides y heterósidos) que al ingerirse aumentan la circulación sanguínea central y periférica, y como consecuencia se hace más eficiente la irrigación de los tejidos orgánicos.
Esto beneficia a las personas en edad madura y senil, ya que sus organismos pierden capacidad para irrigar adecuadamente los tejidos, especialmente del cerebro. Esto provoca la pérdida de memoria, cansancio, confusión, depresión y ansiedad. El consumo de Gingko aminora estos síntomas y además hace más eficiente la irrigación en el corazón y las extremidades.

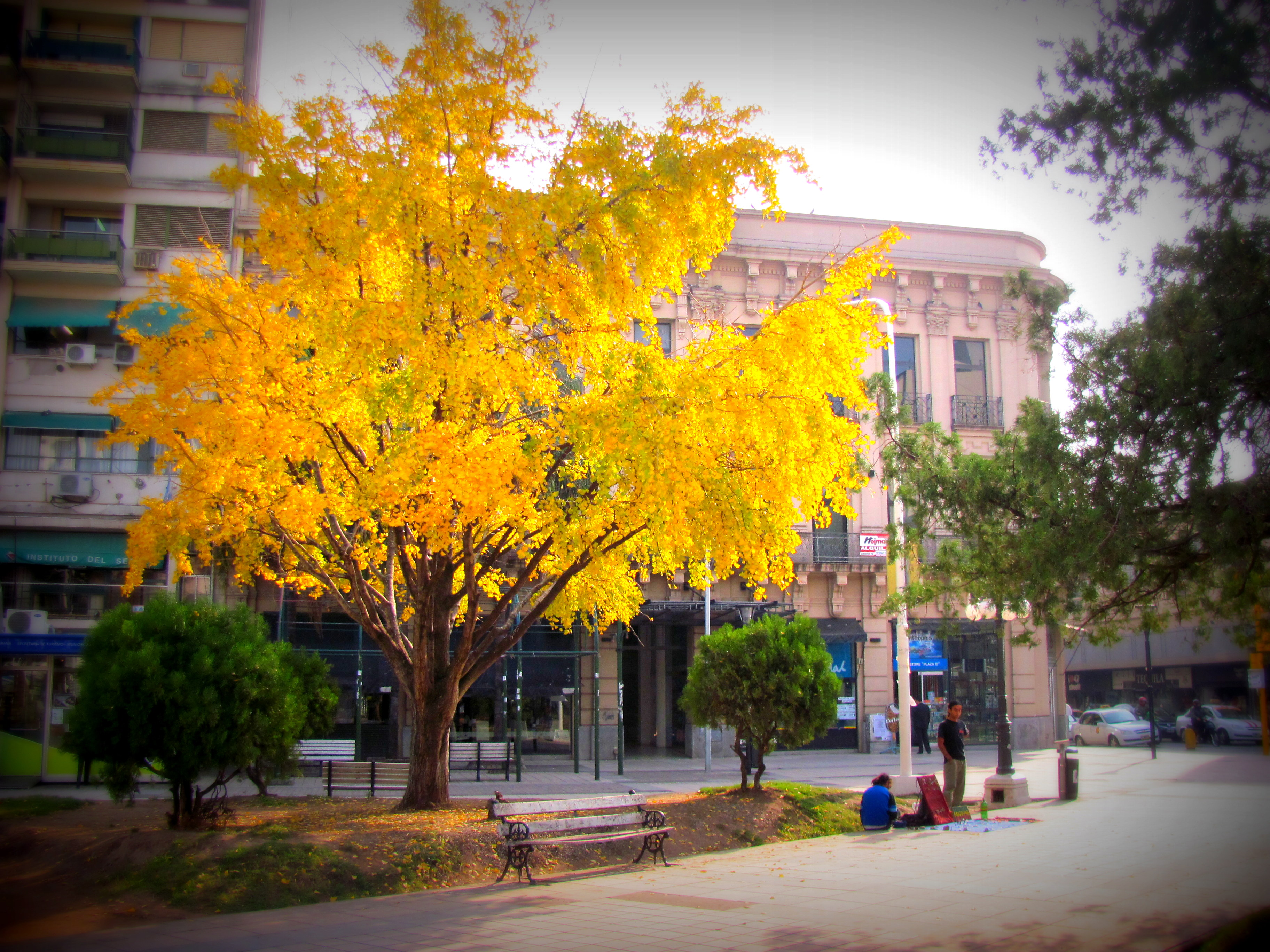
Paraná, Entre Ríos, Argentina

Otras investigaciones muestran que estos flavonoides tienen «función antiagregante», es decir, reducen la tendencia de las plaquetas a aglutinarse, reduciendo así la tendencia a la formación de coágulos en las venas y arterias y por lo tanto disminuyendo el riesgo de una trombosis. Por su función antiagregante estos flavonoides ayudan en la recuperación de accidentes cerebrovasculares y crisis cardíacas.
Además, estos flavonoides también son efectivos en neutralizar radicales libres que están implicados en el proceso del envejecimiento. De hecho tienen una función oxigenadora a nivel cerebral ya que aumentan la utilización de la glucosa y la producción del adenosín trifosfato. Estudios más recientes intentan demostrar también la eficacia del ginkgo en el tratamiento de la fibrosis pulmonar.
Sin embargo, los estudios que se están realizando sobre el uso del ginkgo como coadyuvante en el tratamiento del mal de Alzheimer, la demencia senil y el Parkinson no van en este sentido. Steven DeKosky y colaboradores publicaron en la Journal of the American Medical Association (JAMA) los resultados de un estudio realizado con casi 3100 adultos mayores de 75 años. En general, el índice de demencia entre los que tomaban ginkgo fue de 3,3 por 100 personas-años de seguimiento, frente a 2,9 por 100 personas-años en el grupo del placebo. En las conclusiones destaca que ante la ausencia de eficacia, la gente debería tener bastante cuidado respecto a tomar un fármaco de cualquier manera, y no hemos visto aquí ninguna evidencia para ventajas potenciales, y hay ciertos motivos para preocuparse sobre su uso a largo plazo. Otro estudio francés similar publicado en la revista The Lancet en 2012 corrobora que la eficacia del ginko para prevenir la enfermedad de Alzheimer no es superior al placebo.

## Curiosidades
- El botánico alemán Engelbert Kaempfer (1651-1716) estaba en Japón trabajando para la compañía de las Indias Orientales cuando, en 1691, descubrió ejemplares de ginkgo vivos. Los describió en su obra Amoenitatum exoticarium, publicada en 1712. Más tarde llevó semillas de ginkgo a Holanda y en el jardín botánico de Utrecht se plantó uno de los primeros ginkgos de Europa, que todavía está allí.

- Un año después del estallido de la bomba de Hiroshima, en la primavera de 1946, cerca de un kilómetro de distancia del epicentro de la explosión, un viejo Ginkgo destruido y seco empezó a brotar,[14] mientras que un templo construido frente al mismo fue destruido por completo.[15][16] Para Hiroshima se transformó en símbolo del renacimiento y objeto de veneración, por lo que se le llama «portador de esperanza».[17] El árbol fue documentado y fotografiado como el ginkgo de la bomba atómica de Hosenbo en Hiroshima.[14] Después del desastre se despertó la curiosidad en la ciencia médica por estudiar las propiedades curativas del Ginkgo biloba.

- La ciudad de Tokio utiliza como símbolo una hoja de Ginkgo biloba de color verde, estilizada para parecer la letra T.